# La Navaja

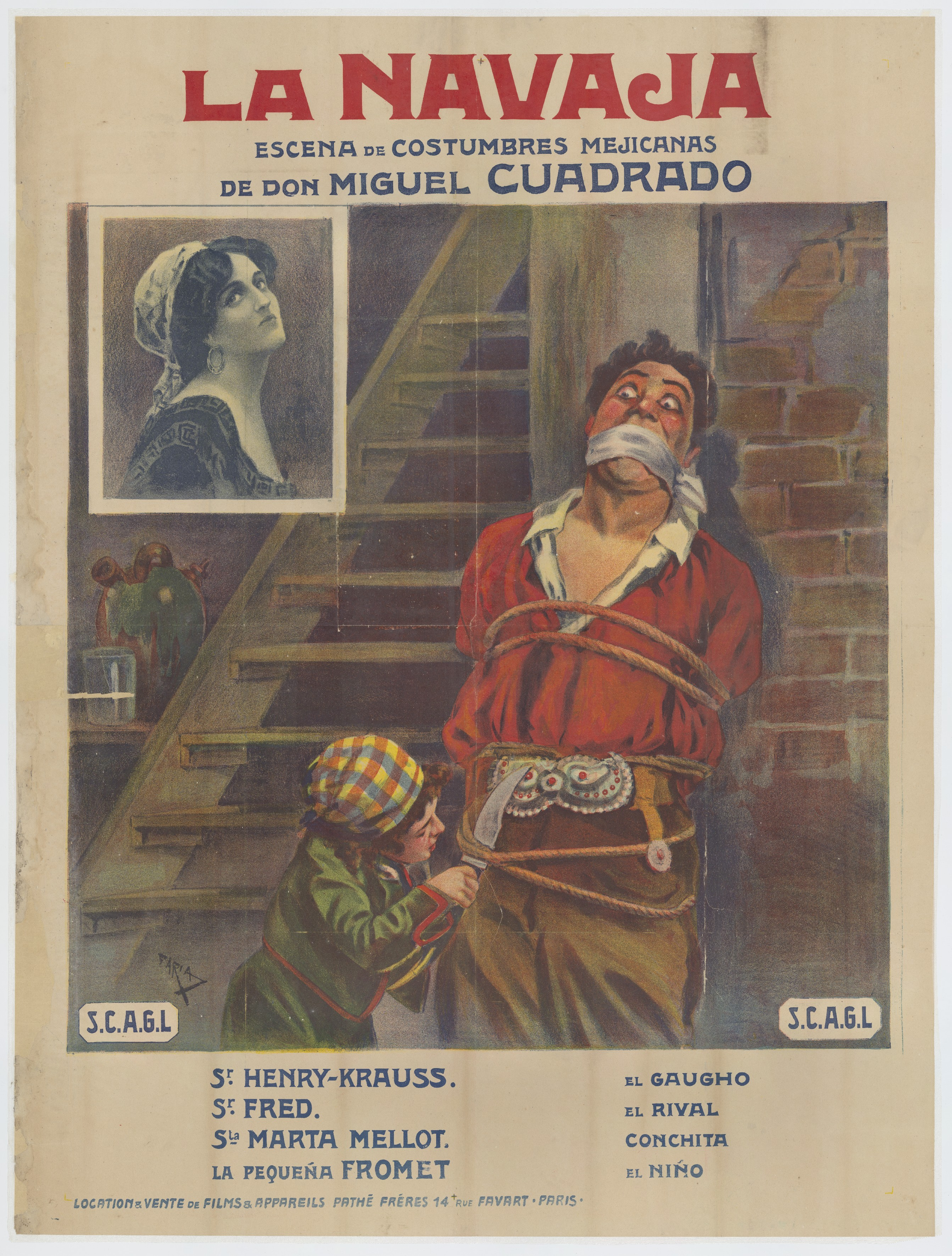
Affiche du film La Navaja

La Navaja (Le Couteau) est un film français réalisé par Michel Carré, sorti en 1911.

## Synopsis
Un éleveur de la pampa, Juan Moreno, empêche un homme, Lopez, de courtiser sa femme Conchita et le chasse de sa maison. Il veut alors se venger, vient le surprendre et l'immobilise en l'attachant avec des cordes. Mais sa petite fille Juanita qui s'était cachée coupe les cordes avec le couteau oublié par Lopez.

## Fiche technique
- Réalisation : Michel Carré
- Scénario : Michel Carré sous le pseudonyme de Don Miguel Cuadrado[1]
- Production : Société cinématographique des auteurs et gens de lettres (SCAGL)
- Edition : Pathé frères
- Durée : 	190 m dont 167 en couleurs[2]

## Distribution
- Henry Krauss : Juan Moreno
- Maria Fromet
- Gaston Fred : Lopez
- Marthe Mellot : Conchita
- René Navarre
- Dombreval
- Gaston Sainrat
- la petite Maria Fromet : Juanita